# René Jacquod
 (décembre 2007).
Si vous disposez d'ouvrages ou d'articles de référence ou si vous connaissez des sites web de qualité traitant du thème abordé ici, merci de compléter l'article en donnant les références utiles à sa vérifiabilité et en les liant à la section « Notes et références ».
René Jacquod, né en 1905 et mort en 1994, est un homme politique suisse valaisan.

## Biographie
Enseignant primaire de formation, René Jacquod devient secrétaire d’une caisse de chômage paritaire en 1928. L'année suivante, il participe à la fondation de la Fédération valaisanne des corporations et syndicats chrétiens. Il commence son engagement auprès des Jeunesses conservatrices et du Mouvement des Jeunes travailleurs valaisans. 
René Jacquod est député au Grand Conseil pendant 23 ans : pour le district de Sierre de 1937 à 1941, puis pour le district de Sion de 1950 à 1969. Il préside le Grand Conseil Valaisan en 1964-1965, après quoi il est nommé à la présidence du Parti Conservateur Chrétien Social (PCCS) valaisan, où il reste jusqu’en 1970. À cette charge, il tente une réorganisation du parti et transforme l’hebdomadaire La Patrie valaisanne en Valais Demain et gère la transformation du PCCS en PDC. 
René Jacquod est candidat au Conseil national en 1951. Il manque son élection de justesse et fera son entrée au Parlement fédéral en 1952, à la suite du départ d’Antoine Favre au Tribunal fédéral. Il y siège durant 15 ans, avant de terminer son parcours par une non réélection, en 1967. Durant cette période, il est également membre du comité du PCCS suisse.
Au cours de sa carrière, René Jacquod contribue à développer et répandre les idées chrétiennes-sociales dans le Parti Conservateur et auprès de la population. Sous sa présidence, l'aile Chrétienne sociale du PCCS obtient un droit à une représentation permanente auprès du comité cantonal du parti. Son ancrage chrétien social le place en marge du PCCS, mais cette position se normalise avec l'ouverture progressive du parti à l'idée d'État social entre la fin de la guerre et les années '70. 
À côté de sa carrière politique, René Jacquod est chargé jusqu’en 1975, du secrétariat général des syndicats chrétiens valaisans. Mais il est également membre du conseil de surveillance de l’Union suisse des caisses Raiffeisen, secrétaire de la Fédération valaisanne des magistrats, enseignants et fonctionnaires de l'État du Valais et père de 8 enfants.